# Urotrichus dolichochir
Urotrichus dolichochir — вид комахоїдних ссавців кротових (Talpidae). Скам'янілі рештки представляють міоцен Німеччини (1 колекція), Словаччини (1). Типовий зразок: UCBL FSL 69015, елемент кінцівки.